# 波西 (伊利諾伊州)
波西（英語：Posey）是位於美國伊利諾伊州克林頓縣的一個非建制地區。該地的面積和人口皆未知。

## 地理
波西的座標為38°32′13″N 89°21′09″W / 38.53694°N 89.35250°W，而該地的平均海拔高度為138米（即453英尺）。